# روت فوکس
روت فوکس، نام پیش از ازدواج گام(متولد ۱۴ دسامبر ۱۹۴۶ در اگلن، زاکسن-آنهالت) یک سیاستمدار و ورزشکار سابق آلمانی است. فوکس، به عنوان نماینده آلمان شرقی، برنده مسابقات پرتاب نیزه زنان در بازی‌های المپیک تابستانی ۱۹۷۲  (مونیخ) و بازی‌های المپیک تابستانی ۱۹۷۶ (مونترال) بود. او در دهه ۱۹۷۰ رکورددار جهانی شش بار برنده شدن در مسابقات پرتاب نیزه بود.
بهترین پرتاب شخصی او با نوع قدیمی نیزه ۶۹٫۹۶ متر بود، که در آوریل ۱۹۸۰ در اسپلیت به دست آمد؛ و به این ترتیب او در بین آلمانی‌های پرتابگر نیزه‌های قدیمی در رتبه هفتم قرار گرفت.